# Europawahl in Frankreich 2014
- FDG: 4
- PS: 12
- PRG: 1
- EELV: 6
- NC: 1
- AC: 1
- PRV: 1
- MoDem: 4
- UMP: 20
- FN: 24

Die Europawahl in Frankreich 2014 fand am 24. und 25. Mai 2014 im Rahmen der EU-weiten Europawahl 2014 statt. In Frankreich wurden 74 von 751 Abgeordneten des Europäischen Parlaments gewählt, zwei mehr als bei der Europawahl 2009.

## Wahlsystem
Die Wahl erfolgte an zwei Tagen, wobei am 24. Mai nur in den Überseegebieten Französisch-Polynesien, Saint-Pierre-et-Miquelon, Guadeloupe, Martinique, Französisch-Guayana, Saint-Barthélemy und Saint-Martin, am 25. Mai im gesamten übrigen Frankreich gewählt wurde.

Die Wahlbezirke mit der Abgeordnetenzahl 2009.

Die Sitzverteilung erfolgte proportional nach dem D’Hondt-Verfahren mit einer Sperrklausel von 5 Prozent in acht Wahlkreisen. Die Zahl der Sitze je Wahlkreis wird vor jeder Wahl per Dekret gemäß ihren Bevölkerungszahlen festgelegt. Außer in den beiden größten Wahlkreisen wäre es mit einem Stimmenanteil unter 5 Prozent auch ohne Sperrklausel praktisch unmöglich, ein Mandat zu erlangen. Die Wahlkreise sind: Nord-Ouest (10 Parlamentarier bei der Europawahl 2009), Ouest (9), Est (9), Sud-Ouest (10), Sud-Est (13), Massif Central-Centre (5), Île-de-France (13) und Outre-Mer (Überseegebiete, 3). Mit Ausnahme der Wahlkreise Île-de-France bestehen die Wahlkreise jeweils aus mehreren Regionen.

## Ausgangslage
Die Zusammensetzung nach der Wahl 2009 hatte sich wie folgt verändert:.
| Partei            | %     | Sitze | Sitze | Europapartei | Fraktion           |
| Partei            | %     | 2009  | 2014  | Europapartei | Fraktion           |
| ----------------- | ----- | ----- | ----- | ------------ | ------------------ |
| UMP               | 27,88 | 29    | 25    | EVP          | EVP                |
| PS                | 16,48 | 14    | 12    | SPE          | S&D                |
| Europe Écologie   | 16,28 | 14    | 12    | EGP          | Grüne/EFA          |
| MoDem             | 8,46  | 6     | 5     | EDP          | ALDE               |
| FN                | 6,34  | 3     | 3     | EAF          | fraktionslos       |
| Front de gauche   | 6,48  | 5     | 4     | EL           | GUE/NGL            |
| NPA               | 4,88  | -     | -     | EAL          | nicht im Parlament |
| Libertas (MPF)    | 4,80  | 1     | 1     | Libertas     | EFD                |
| Sonstige Parteien | 8,41  | -     | 10    |              |                    |

## Wahlwerbende Parteien und Listen
Folgende Parteien bzw. Listen waren im Europaparlament vertreten oder traten in mehreren Wahlkreisen an:
| Listenname                                             | Partei(en) | Sitze | Europapartei/-fraktion | Wahlkreise                                                  |
| ------------------------------------------------------ | --- | ----- | ---------------------- | ----------------------------------------------------------- |
| UMP                                                    | Union pour un mouvement populaire                                                                                         | 25    | EVP                    | alle                                                        |
| Choisir notre Europe                                   | Parti socialiste/Parti radical de gauche                                                                                  | 12    | SPE/–                  | alle                                                        |
| Europe Ecologie                                        | Europe Écologie-Les Verts                                                                                                 | 12    | EGP                    | alle                                                        |
| Les Européens - l'Alternative                          | Union des démocrates et indépendants/Mouvement démocrate                                                                  | 10    | EVP-Fraktion/EDP       | alle                                                        |
| Front de gauche                                        | Parti de gauche/Parti communiste français                                                                                 | 4     | EL                     | alle außer Übersee                                          |
| FN                                                     | Front National | 3     | EAF                    | alle                                                        |
| Régions et peuples solidaires                          | Partitu di a Nazione Corsa, Eusko Alderdi Jeltzalea-Partido Nacionalista Vasco, Union démocratique bretonne, (parteilose) | 2     | EFA                    | Süd-West, Süd-Ost, Zentrum, Ile-de-France, West und Übersee |
| Nouvelle Donne                                         | Nouvelle Donne | 2     | -                      | alle außer Übersee                                          |
| Europe citoyenne                                       | Cap21 | 1     | ALDE-Fraktion          | alle außer West und Süd-Ost                                 |
| L'Union pour l'Outremer-Divers gauche et citoyens      | Parti communiste réunionnais                                                                                              | 1     | GUE/NGL-Fraktion       | Übersee                                                     |
| Debout la France, ni système, ni extrêmes              | Debout la République | –     | EUD                    | alle                                                        |
| Prenons nos affaires en mains                          | Nouveau Parti anticapitaliste                                                                                             | -     | EAL                    | alle außer Zentrum, Süd-Ost und Übersee                     |
| Espéranto langue commune équitable pour l'Europe       | Europe Démocratie Espéranto                                                                                               | –     | E-D-E                  | alle                                                        |
| Force Vie                                              | Force Vie | –     | –                      | alle                                                        |
| Démocratie réelle                                      | Démocratie réelle | –     | -                      | alle außer Ost, Nord-West und Übersee                       |
| Parti fédéraliste européen                             | Parti fédéraliste européen                                                                                                | –     | EFP                    | alle                                                        |
| Parti Pirate                                           | Parti Pirate | –     | PPEU                   | alle außer Übersee, Ost und West                            |
| Lutte ouvrière-Faire entendre le camp des travailleurs | Lutte Ouvrière | –     | –                      | alle                                                        |
| Citoyens du vote blanc                                 | Parti du vote blanc | –     | –                      | alle außer Süd-Ost und Übersee                              |
| Union populaire républicaine                           | Union populaire républicaine                                                                                              | –     | –                      | alle                                                        |
| Le réveil citoyen                                      | Nous citoyens/Européens Solidaires                                                                                        | –     | –                      | alle außer Übersee                                          |
| Féministes pour une Europe solidaire                   | - | –     | -                      | alle                                                        |
| Communistes                                            | Communistes | –     | -                      | alle außer Übersee                                          |
| Une France Royale au cœur de l’Europe                  | Alliance Royale | –     | –                      | alle außer Nord-West und Übersee                            |
| Alliance écologiste indépendante                       | Alliance écologiste indépendante                                                                                          | -     | -                      | alle außer Nord-West, West und Süd-West                     |
| Parti pour la décroissance                             | Parti pour la décroissance                                                                                                | -     | -                      | alle außer Süd-West, Süd-Ost und Übersee                    |

Nur in einem Wahlkreis treten folgende Listen an:
- Radicalement Citoyen (Nord-West)
- Mouvement socialiste alternatif (West)
- La France se réveille (West)
- Nous te ferons l’Europe! (West)
- Pour l’Union, une Génération d’Action! (Ost)
- Programme libertaire pour une Europe exemplaire contre le sexisme et la précarité (Süd-West)
- Liste Antiremplaciste – Non au Grand Remplacement (Süd-West)
- Pour une Europe Utile aux Français (Süd-Ost)
- Mayaud Hors Bords (Süd-Ost)
- Syndicat de lutte contre les banques (Zentrum)
- Europe solidaire (Ile-de-France)
- Cannabis sans Frontiere – Stop la prohibition (Ile-de-France)
- Ensemble pour une Europe equitable (Ile-de-France)
- L’Europe de Marrakech à Istanbul  (Ile-de-France)
- Parti européen (Île-de-France)
- Mouvement citoyens réunionais (Übersee)
- Ultramarins et ultramarines, merci! (Übersee)
- 100 000 Votes Contestataires et Constructifs d’Outre-Mer en Europe (Übersee)

Das Mouvement pour la France, derzeit mit einem Abgeordneten in der Fraktion Europa der Freiheit und der Demokratie vertreten, tritt nicht an.

## Umfragen
| Institut   | Datum            | FN   | UMP  | PS   | MoDem–UDI | FdG  | EÉ  | NPA | DLR   | Sonstige |
| ---------- | ---------------- | ---- | ---- | ---- | --------- | ---- | --- | --- | ----- | -------- |
| Ifop       | 9. Oktober 2013  | 24 % | 22 % | 19 % | 11 %      | 10 % | 6 % | 2 % | 2 %   | 4 %      |
| Ifop       | 17. Januar 2014  | 23 % | 21 % | 18 % | 11 %      | 9 %  | 7 % | 2 % | 2,5 % | 6,5 %    |
| OpinionWay | 14. Februar 2014 | 20 % | 22 % | 16 % | 12 %      | 9 %  | 9 % | 4 % | 3 %   | 5 %      |

## Ergebnis
| Listen                   | Listen | Stimmen    | %    | Mandate | +/- |
| ------------------------ | --- | ---------- | ---- | ------- | --- |
|                          | Front National (FN) | 4.712.461  | 24,9 | 24      | +21 |
|                          | Union pour un Mouvement Populaire (UMP) | 3.943.819  | 20,8 | 20      | –10 |
|                          | Union de la Gauche (UG) (PS – PRG) | 2.650.357  | 14,0 | 13      | –1  |
|                          | Union du Centre (UC) (MoDem – PRV – NC – AC) | 1.884.565  | 9,9  | 7       | +1  |
|                          | Europe Écologie-Les Verts (VEC) | 1.696.442  | 8,9  | 6       | –9  |
|                          | Front de gauche (FG) | 1.200.713  | 6,3  | 3       | –1  |

Mehrheiten nach Départements bei der Europawahl:

|                          | Divers droite (DVD) - Debout la République: 724.441 Stimmen (3,8 %) - Nous citoyens: 266.343 Stimmen (1,4 %) - Force Vie: 139.900 Stimmen (0,7 %) - Alliance Royale: 3.127 Stimmen (0,0 %) | 1.133.811  | 6,0  | –       | –1  |
|                          | Divers (DIV) - Alliance écologiste indépendante: 211.759 Stimmen (1,1 %) - Europe Citoyenne: 127.849 Stimmen (0,7 %) - Citoyens du Vote Blanc: 110.090 Stimmen (0,6 %) - Liste «Nous te ferons Europe» (PB – MBP – AFB – Breizh Europa): 83.041 Stimmen (0,4 %) - Union populaire républicaine: 76.907 Stimmen (0,4 %) - Régions et peuples solidaires: 65.054 Stimmen (0,3 %) - Parti Pirate: 39.338 Stimmen (0,2 %) - Liste «Espéranto langue commune équitable pour l’Europe»: 33.115 Stimmen (0,2 %) - Liste «Féministes pour une Europe solidaire»: 27.119 Stimmen (0,1 %) - Parti fédéraliste: 17.812 Stimmen (0,1 %) - Sonstige: 36.779 Stimmen (0,2 %) | 827.526    | 4,4  | –       | ±0  |
|                          | Divers gauche (DVG) - Nouvelle Donne: 549.734 Stimmen (2,9 %) - L’Union pour les outremer: 52.017 Stimmen (0,3 %), ein Mandat (Parti communiste réunionnais) - Mouvement socialiste alternatif: 543 Stimmen (0,0 %) | 602.294    | 3,2  | 1       | ±0  |
|                          | Extrême gauche (EXG) - Lutte Ouvrière: 222.491 Stimmen (1,2 %) - Nouveau Parti anticapitaliste: 74.770 Stimmen (0,4 %) - Communistes: 4.547 Stimmen (0,0 %) - Programme libertaire pour une Europe exemplaire contre le sexisme et la précarité: 499 Stimmen (0,0 %) - Syndicat de lutte contre les banques: 129 Stimmen (0,0 %) | 302.436    | 1,6  | –       | ±0  |
|                          | Extrême droite (EXD) - Liste antiremplaciste: 1.337 Stimmen (0,0 %) | 1.337      | 0,0  | –       | ±0  |
| Gesamt                   | Gesamt | 18.955.761 | 100  | 74      | ±0  |
|                          | |            |      |         |     |
| Ungültige Stimmen        | Ungültige Stimmen | 792.132    | 4,0  |         |     |
| Wähler                   | Wähler | 19.747.893 | 42,4 |         |     |
| Wahlberechtigte          | Wahlberechtigte | 46.544.712 |      |         |     |
|                          | |            |      |         |     |
| Quelle: Innenministerium | |            |      |         |     |

## Fraktionen im Europäischen Parlament
| Liste/Partei                   | Liste/Partei                      | Liste/Partei                      | Liste/Partei                      | Mandate | Fraktion |
| ------------------------------ | --------------------------------- | --------------------------------- | --------------------------------- | ------- | -------- |
|                                | Front National                    | Front National                    | Front National                    | 24 / 74 | NI       |
|                                | Union pour un Mouvement Populaire | Union pour un Mouvement Populaire | Union pour un Mouvement Populaire | 20 / 74 | EVP      |
|                                | Union de la Gauche                |                                   | Parti socialiste                  | 12 / 74 | S&D      |
|                                | Union de la Gauche                | Parti radical de gauche           | 1 / 74                            | S&D     |          |
|                                | Union du Centre                   |                                   | Mouvement démocrate               | 4 / 74  | ALDE     |
|                                | Union du Centre                   | Parti radical valoisien           | 1 / 74                            | ALDE    |          |
|                                | Union du Centre                   | Nouveau centre                    | 1 / 74                            | ALDE    |          |
|                                | Union du Centre                   | Alliance centriste                | 1 / 74                            | ALDE    |          |
|                                | Europe Écologie-Les Verts         | Europe Écologie-Les Verts         | Europe Écologie-Les Verts         | 6 / 74  | G/EFA    |
|                                | Front de gauche                   | Front de gauche                   | Front de gauche                   | 3 / 74  | GUE/NGL  |
|                                | Divers gauche                     |                                   | Parti communiste réunionnais      | 1 / 74  | GUE/NGL  |
|                                |                                   |                                   |                                   |         |          |
| Quelle: Europäisches Parlament |                                   |                                   |                                   |         |          |